# أوقست فيرا
أوقست فيرا (و. 1813 – 1885 م) هو فيلسوف، وسياسي، ومترجم من مملكة إيطاليا، ولد في أميليا، توفي في سان جورجو أ كريمانو، عن عمر يناهز 72 عاماً.

## مناصب
تولى منصب senator of the Kingdom of Italy ‏
.